# Langerød (przystanek kolejowy)
Langerød (duń. Langerød Station) – przystanek kolejowy w miejscowości Fredensborg, w Regionie Stołecznym, w Danii. 
Znajduje się na Lille Nord i jest obsługiwany przez pociągi regionalne Lokaltog.

## Linie kolejowe
- Linia Lille Nord